# Jotuntoppane
Die Jotuntoppane (norwegisch für Trollgipfel) sind eine Gruppe verstreuter Nunatakker im ostantarktischen Königin-Maud-Land. Sie ragen im südlichen Teil des Ahlmannryggen auf.
Wissenschaftler des Norwegischen Polarinstituts benannten sie 2016.